# Acanthosaura nataliae
Acanthosaura nataliae (лат.) — вид ящериц из семейства агамовых. Распространён во Вьетнаме, Лаосе и Камбодже. Назван в честь российского герпетолога Н. Б. Ананьевой в качестве признания её вклада в изучение агамовых ящериц.

## Внешний вид
Длина тела 11—14 см, а хвоста — 18—26 см. Туловище жёлто-бурое с верхней стороны. Голова, конечности, гребни и горловой мешок красные, на последнем также имеется 3—5 тёмно-бурых полос. Область вокруг глаз и ушных отверстий чёрная. Над глазами голубые полукруглые полосы. Поперёк хвоста проходит 9—10 широких тёмных полос.

## Ареал
Обитает во Вьетнаме (провинции Куангчи, Тхыатхьен-Хюэ, Дананг, Куангнам, Зялай и Контум), Лаосе (Сараван и Секонг) и на северо-востоке Камбоджи. Нахождение вида во вьетнамских провинциях Тханьхоа и Нгеан требует подтверждения.

## Образ жизни
Ящерицы населяют дождевые вечнозелёные леса на высоте 350—1400 м над уровнем моря. Активны днём. Ведёт древесный образ жизни. Взрослые особи карабкаются по высоким стволам деревьев, в то время как молодняк держится на кустарниках и около земли. В кладке может быть до 16 яиц.